# فائضية (نظرية المعلومات)
في نظرية المعلومات، الإسراف (بالإنجليزية: Redundancy)‏ هو عدد الخانات الثنائية (بت) الفائضة عن الحاجة عند تكويد رسالة معينة أي عدد البتات التي تستخدم لنقل رسالة ناقص عدد البتات من المعلومات الفعلية في الرسالة. بتعريف آخر، هو كمية الفراغ الضائع الذي يستخدم لنقل بيانات معينة. ويعتبر ضغط البيانات أحد الوسائل لتقليل أو التخلص من التكرار غير المرغوب فيه. أيضاً مجموع التدقيق الذي يستخدم للتحقق من سلامة نقل البيانات لا يعتير جزءا من المعلومة المرسلة وهو فراغ ضائع.